# South Park: Bigger, Longer & Uncut
South Park: Bigger, Longer & Uncut is een muzikale animatiefilm uit 1999 gebaseerd op de animatieserie South Park.

## Verhaal
De film gaat over de vier acht jaar oude jongens Stan Marsh, Kyle Broflovski, Eric Cartman en Kenny McCormick uit South Park die stiekem een vulgaire film willen bezoeken. Nadat het blijkt dat ze te jong zijn en er een volwassene moet meegaan, komen ze met een plan om een zwerver te betalen om binnen te komen. Deze film is Asses of Fire waarin de fictieve figuren Terrance en Phillip spelen. De hele zaal vindt de film vreselijk, behalve Stan, Kyle, Kenny, Ike en Cartman.
Na het zien van de film schelden de jongens nog meer dan gewoonlijk, ze willen net zoals Terrance en Phillip zijn en gaan schaatsen. Nadat de vier hun grof taalgebruik hebben laten horen wil iedereen de film zien. De volgende dag wordt er door Cartman, Kyle, Kenny en Stan heel vaak "Fuck" gezegd. Doordat de vier naar het schoolhoofd moeten komen de ouders van de vier erachter dat ze naar de film zijn geweest. Door de ongerustheid van de moeders ontstaat er onenigheid over Canada. De jongens gaan stiekem weer kijken en na het zien van de film discussiëren Cartman en Kenny over of je een scheet kan laten branden. Cartman wedt 100 dollar dat een scheet niet brandt en Kenny wedt 100 dollar dat het wel lukt. Kenny probeert zijn scheet aan te steken en vat daarbij zelf vlam. Cartman vindt het niet zo erg omdat hij hem nu geen 100 dollar hoeft te betalen. Nadat Kenny naar het ziekenhuis is gegaan moet Stan kotsen. Kenny's hart blijkt onvindbaar te zijn dus gebruiken ze een aardappel die net in de magnetron ligt. Nadat Kenny wakker is geworden hoort hij dat zijn hart is vervangen door een aardappel en dat hij nog maar 3 seconden te leven heeft. Kenny zegt nog net op dat moment "what" voordat zijn hart explodeert. De ouders komen er zo achter dat ze weer naar de film zijn geweest. Hierop besluiten ze onder leiding van Kyle's moeder dat Canada moet boeten en zorgen ervoor dat Terrance & Phillip gearresteerd worden als ze bij de Conan O'Brian show zijn.
De Canadezen bombarderen de Baldwins. Als gevolg hiervan ontstaat er een politieke rel en zelfs een oorlog tussen Amerika en Canada. De jongens richten de geheime club La Résistance op. Intussen is Satan, de Heer van het Duister, een plan aan het bedenken om de wereld over te nemen.
Kenny, die in de hel is, vangt alles van Satans plan op en vertelt het aan Cartman. Maar de boze moeders geloven hem niet. La Résistance probeert de oorlog en de executie van Terrance en Phillip tegen te houden, maar dit gaat niet zonder problemen. Satan begint stilaan toch wel te verlangen naar de bovenwereld en hij begint te beseffen dat zijn vriend Saddam Hoessein hem probeert te belazeren. Als Terrance en Philip dood zijn, komen Satan en Saddam naar boven. Kenny zegt Satan dat hij Saddam moet dumpen. Als dank voor dit advies mag Kenny van Satan één wens doen. Hij wenst dat alles is zoals voor de oorlog. De Canadezen en Amerikanen zijn weer herenigd en Kenny mag als dank naar de Hemel.

## Soundtrackalbum
1. Mountain Town - De jongens zingen over hun kleine bergdorpje en de Terrance en Philip-film.
2. Uncle Fucka - Lied uit de Terrance en Philip-film.
3. It's Easy, M'kay - Mr. Mackey, de schoolpsychiater, probeert de kinderen van hun taalgebruik af te helpen.
4. Blame Canada - De moeders en de bevolking van South Park spreken hun woede over Canada en hun bezorgdheid uit.
5. Kyle's Mom is a Bitch - Cartman's rebellie tegen Kyle's moeder, die de anti-Canada club is begonnen.
6. What Would Brian Boitano Do? - De jongens vragen hun idool om hulp.
7. Up There - Satan zingt dat hij naar de bovenwereld verlangt en helemaal niet slecht is.
8. La Résistance (medley) - Gregory zingt dat ze hoe dan ook Canada (en de wereld) moeten redden.
9. Eyes Of A Child
10. I Can Change - Saddam Hoessein zingt dat hij kan veranderen in een goed persoon.
11. I'm Super - Big Gay Al's liedje over zijn zelfbewondering.
12. Mountain Town (reprise) - Er wordt gezongen hoe het happy end verloopt.
13. Good Love - (Isaac Hayes als Chef)
14. O Canada - (Geddy Lee en Alex Lifeson van Rush featuring Terrance and Phillip)

## Kenny's dood
In Asses of Fire wordt een vlam in een scheet gehouden, en Cartman gelooft niet dat dat kan. Kenny zegt van wel en doet het uiteindelijk voor. Hij vliegt echter in brand, maar overleeft. Daarna wordt hij overreden door een vrachtwagen die zijn lading (Russisch zout) verliest. Hij wordt in het ziekenhuis geopereerd, dat wil zeggen: zijn ingewanden worden eruit gehaald. Als de chirurg zijn hart wil terugstoppen is hij dat kwijt. Een andere chirurg heeft echter een aardappel in de magnetron gelegd, dus ze besluiten om die dan maar op de plaats van zijn hart te stoppen. Wanneer hij later wakker wordt, vertelt de chirurg hem: "We replaced your heart with a potato, you've got three seconds to live" ("We hebben je hart vervangen door een aardappel, je hebt nog drie seconden te leven"). Kenny roept nog net: "What!?" als de aardappel in zijn borstkas ontploft, en Kenny sterft.

## Rolverdeling
| Acteur               | Personage               |
| -------------------- | ----------------------- |
| Trey Parker          | Stan Marsh              |
| Trey Parker          | Eric Cartman            |
| Trey Parker          | Gregory                 |
| Trey Parker          | Satan                   |
| Trey Parker          | Mr. Garrison            |
| Trey Parker          | Mr. Hat                 |
| Trey Parker          | Phillip Niles Argyle    |
| Trey Parker          | Randy Marsh             |
| Trey Parker          | Clyde Donovan           |
| Trey Parker          | Tom                     |
| Trey Parker          | Midget in a Bikini      |
| Trey Parker          | Bill Clinton            |
| Trey Parker          | Canadese ambassadeur    |
| Trey Parker          | Bombardiers             |
| Trey Parker          | Mr. Mackey              |
| Trey Parker          | legergeneraal           |
| Trey Parker          | Ned Gerblansky          |
| Trey Parker          | Bill Allen              |
| Trey Parker          | Fosse McDonald          |
| Trey Parker          | Christophe              |
| Trey Parker          | Ze Mole                 |
| Trey Parker          | Big Gay Al (zang)       |
| Trey Parker          | Adolf Hitler            |
| Trey Parker          | additionele stemmen     |
| Matt Stone           | Kyle Broflovski         |
| Matt Stone           | Kenny McCormick         |
| Matt Stone           | Saddam Hussein          |
| Matt Stone           | Terrance Henry Stoot    |
| Matt Stone           | Big Gay Al              |
| Matt Stone           | Ticketcontroleur        |
| Matt Stone           | Stuart McCormick        |
| Matt Stone           | Jimbo Kearn             |
| Matt Stone           | Gerald Broflovski       |
| Matt Stone           | Butters Stotch          |
| Matt Stone           | Amerikaanse ambassadeur |
| Matt Stone           | additionale stemmen     |
| Mary Kay Bergman     | Sheila Broflovski       |
| Mary Kay Bergman     | Liane Cartman           |
| Mary Kay Bergman     | Sharon Marsh            |
| Mary Kay Bergman     | Carol McCormick         |
| Mary Kay Bergman     | Wendy Testaburger       |
| Mary Kay Bergman     | Clitoris                |
| Mary Kay Bergman     | additionale stemmen     |
| Isaac Hayes          | Chef Jerome McElroy     |
| Jesse Howell         | Ike Broflovski          |
| Anthony Cross-Thomas | Ike Broflovski          |
| Franchesca Clifford  | Ike Broflovski          |
| Bruce Howell         | Man in theater          |
| Deb Adair            | vrouw in theater        |
| Jennifer Howell      | Bebe Stevens            |
| George Clooney       | Dr. Gouache             |
| Brent Spiner         | Conan O'Brien           |
| Minnie Driver        | Brooke Shields          |
| Dave Foley           | Baldwin brothers        |
| Eric Idle            | Dr. Vosknocker          |
| Nick Rhodes          | Canadese vechtpiloot    |
| Toddy E. Walters     | Winona Ryder            |
| Stewart Copeland     | Amerikaanse soldaat     |
| Stanley G. Sawicki   | Amerikaanse soldaat     |
| Mike Judge           | Kenny's Goodbye         |
| Howard McGillin      | Gregory                 |